# Tunique intime d'un vaisseau sanguin
La tunique intime d'un vaisseau sanguin (ou intima) est la tunique interne d'un vaisseau sanguin. Elle se nomme également endartère pour une artère ou endoveine pour une veine.

## Structure
La tunique intime est directement en contact avec le sang. 
Elle est constituée d'un endothélium recouvrant un tissu conjonctif dont elle est séparée par la membrane basale.
Dans une artère, elle séparée de la tunique moyenne par une lame élastique.
Les capillaires quant à eux possèdent pour seule tunique l'intima. C'est un endothélium « posé » sur un tissu conjonctif